# 9. јун
9. јун (9.6.) је 160. дан године по грегоријанском календару (161. у преступној години). До краја године има још 205 дана.

## Догађаји
- 68 — Римски цар Нерон извршио самоубиство пошто га је Сенат прогласио непријатељем народа и осудио на смрт.
- 518 — Источноримски (византијски) цар Јустин I ступио на престо. Његова влада била је увод у сјајно доба његовог сестрића и наследника Јустинијана I.
- 721 — Одо Велики је поразио Мавре у бици код Тулуза.
- 1357 — У Прагу на Влтави почела градња каменог моста који је добио назив Карлов мост по имену тадашњег цара Немачко-римског царства и чешког краља Карла IV. Према предању, датум почетка градње одредили астролози.
- 1462 — Последњи босански краљ Стјепан Томашевић, уздајући се у помоћ хришћанске коалиције, отказао данак турском султану Мехмеду II и признао врховну власт угарског краља Матије I Корвина. Турци 1463. освојили Босну и погубили Стјепана.
- 1815 — Завршен Бечки конгрес, који је заседао од септембра 1814, када су га сазвале велике силе да би отклониле последице Француске револуције и Наполеонових ратова у европским земљама. Представник Срба у Бечу, прота Матија Ненадовић, покушао преко руског цара Александра I да заинтересује Конгрес за српско питање, али није успео због противљења Аустрије и Енглеске.
- 1875 — На брду Градац код Невесиња избио устанак Невесињска пушка.
- 1898 — Потписан споразум којим је Кина Великој Британији Хонгконг уступила на 99 година. Хонгконг враћен Кини 1. јула 1997.
- 1907 — Српски четници na челу са војводама Јованом Бабунским и Василијем Велешким побеђују бугарске комите у бици код Дренова.
- 1914 — У Београду свечано откривен споменик српском просветитељу Доситеју Обрадовићу, рад вајара Рудолфа Валдеца. Споменик постављен на улаз у Калемегдан, а после Првог светског рата пренет у парк на Студентском тргу.
- 1923 — У Бугарској државним ударом оборена влада Александра Стамболијског, лидера Земљорадничког народног савеза Бугарске. Неколико дана после преврата Стамболијски и његови сарадници убијени.
- 1928 — Енглески микробиолог Александер Флеминг пронашао пеницилин. Његово откриће искоришћено тек 10 година касније када су га Хауард Флори и Ернст Чејн применили као први антибиотик. Њих тројица 1954. поделила Нобелову награду за медицину.
- 1934 — Настао Паја Патак, један од најпопуларнијих ликова у стриповима америчког цртача, филмског аниматора и продуцента Волта Дизнија.
- 1943 — Приликом немачког бомбардовања партизанских положаја на Милинкалдама, битке на Сутјесци, рањен Врховни командант НОВЈ Јосип Броз Тито. Том приликом су погинули: Ђуро Вујовић, пратилац Врховног команданта и народни херој, члан британске војне мисије капетан Бил Стјуарт и још неколико партизана.
- 1945 — Председништво Антифашистичког већа народног ослобођења Југославије донело Закон о конфискацији имовине и извршењу конфискације, на основу којег је држава преузела имовину Трећег рајха и југословенских држављана који су сарађивали са окупатором. 
  - Југославија с Великом Британијом и САД постигла споразум којим је Јулијска крајина подељена на две окупационе зоне, А и Б. Прва пала под савезничку, друга под југословенску војну управу.
- 1972 — Амерички бомбардери напали Ханој и Хајфонг. То је било најжешће бомбардовање Северног Вијетнама од почетка Вијетнамског рата.
- 1972 — Велике кише су изазвале пуцање бране у Црним брдима у Јужној Дакоти, што је изазвало бујицу која је усмртила 238 особа.
- 1991 — Од последица ерупције вулкана на планини Пинатубо на Филипинима погинуло стотинак људи, 250.000 остало без домова.
- 1995 — Колумбијска полиција ухапсила вођу картела Калија Хилберта Родригеса Орехуелу, шефа највећег светског синдиката дроге.
- 1999 — Представници Војске Југославије и НАТО-а потписали Кумановски споразум којим су окончани ваздушни удари НАТО-а на Југославију, а на Косову, на основу резолуције 1244 Савета безбедности Уједињених нација, распоређене међународне снаге, међу њима највећи број војника из земаља-чланица НАТО-а. С повлачењем војске и полиције са Косова масовно почели да одлазе и Срби и Црногорци. 
  - Према извештајима државних медија, више од 2.000 људи убијено, а око 5.000 рањено у нападима НАТО-а на Југославију, који су почели 24. марта. Тешко оштећени инфраструктура, привредни објекти, школе, здравствене установе, медијске куће и споменици културе.
- 2000 — СБ УН продужио мандат мировним снагама УН на Косову, не обазирући се на захтев Југославије да се те снаге повуку.
- 2001 — Пакистански суд осудио је бившег премијера Беназир Буто на три године затвора због одбијања да се појави у суду пред којим је оптужена за корупцију.

## Рођења
- 1781 — Џорџ Стивенсон, енглески инжењер и изумитељ, најпознатији као конструктор локомотива. (прем. 1848)[1]
- 1865 — Карл Нилсен, дански композитор, диригент и виолиниста. (прем. 1931)[2]
- 1835 — Мирко Шошић,  лекар, професор хирургије на Медицинском факултету Универзитета у Источном Сарајеву, члан Академије наука и умјетности Републике Српске.[3]
- 1936 — Никола Кољевић, српски политичар, шекспиролог и теоретичар модерне књижевности. (прем. 1997)[4]
- 1941 — Џон Лорд, енглески музичар и композитор, најпознатији као клавијатуриста. (прем. 2012)[5]
- 1945 — Луис Окања, шпански бициклиста. (прем. 1994)[6]
- 1956 — Патриша Корнвел, америчка списатељица.[7]
- 1961 — Арон Соркин, амерички сценариста, продуцент и драматург.[8]
- 1961 — Мајкл Џеј Фокс, канадско-амерички глумац, комичар, писац, продуцент и активиста.[9]
- 1963 — Џони Деп, амерички глумац, продуцент и музичар.[10]
- 1965 — Зорана Павић, српска певачица.[11]
- 1968 — Недељко Бајић Баја, српско-босанскохерцеговачки певач.[12]
- 1968 — Еди Марсан, енглески глумац.[13]
- 1977 — Предраг Стојаковић, српски кошаркаш.[14]
- 1978 — Мирослав Клозе, немачки фудбалер.[15]
- 1978 — Јака Лакович, словеначки кошаркаш и кошаркашки тренер.[16]
- 1980 — Славко Гак, српски ватерполиста.
- 1981 — Натали Портман, израелско-америчка глумица.[17]
- 1983 — Алектра Блу, америчка порнографска глумица.[18]
- 1983 — Марина Лизоркина, руска певачица, најпознатија као чланица групе Серебро.[19]
- 1983 — Двејн Џоунс, амерички кошаркаш.[20]
- 1988 — Сократис Папастатопулос, грчки фудбалер.[21]
- 1988 — Рајан Томпсон, амерички кошаркаш.[22]
- 1989 — Славко Перовић, српски фудбалер.[23]
- 1994 — Харис Берковић, босанскохерцеговачки певач.
- 2003 — Никола Јовић, српски кошаркаш.[24]

## Смрти
- 1870 — Чарлс Дикенс, енглески писац.[25]
- 1874 — Кочиз, поглавица апачког племена Чирикахуа.
- 2000 — Џорџ Сигал, амерички вајар и поп-арта уметник.
- 2011 — Јосип Каталински, југословенски фудбалер и тренер. (1948).[26]

## Празници и дани сећања
- Српска православна црква слави:
  - Свештеномученика Терапонта - епископа сардијсог.
  - Свете мученике Теодора и Дидима
  - Светог Давида Гареџијског
- Међународни дан архива